# Carpano (equipo ciclista)
El equipo Carpano, conocido posteriormente como Sanson, fue un equipo ciclista italiano, de ciclismo en ruta que compitió entre 1956 y 1966.
Sus éxitos más importantes serían las dos victorias finales al Giro de Italia por parte de Franco Balmamion.

## Corredor mejor clasificado en las Grandes Vueltas
| Año  | Giro de Italia             | Tour de Francia      | Vuelta a España |
| ---- | -------------------------- | -------------------- | --------------- |
| 1956 | 20.º Tranquillo Scudellaro | -                    | -               |
| 1957 | 60.º Pietro Nascimbene     | -                    | -               |
| 1958 | 11.º Jan Adriaensens       | -                    | -               |
| 1959 | 10.º Gastone Nencini       | -                    | -               |
| 1960 | 2.º Gastone Nencini        | -                    | -               |
| 1961 | 10.º Nico Defilippis       | -                    | -               |
| 1962 | 1.º Franco Balmamion       | 4.º Gilbert Desmet   | -               |
| 1963 | 1.º Franco Balmamion       | 53.º Loris Guernieri | -               |
| 1964 | 2.º Italo Zilioli          | -                    | -               |
| 1965 | 2.º Italo Zilioli          | -                    | -               |
| 1966 | 2.º Italo Zilioli          | -                    | -               |

## Principales resultados
- Vuelta a Suiza: Rolf Graf (1956), Attilio Moresi (1961)
- Tres días de Flandes Occidental: Frans Van Looveren (1956)
- Milán-Turín: Ferdi Kübler (1956), Angelo Conterno (1958), Walter Martin (1961), Franco Balmamion (1962)
- París-Roubaix: Fred De Bruyne (1957)
- París-Tours: Fred De Bruyne (1957)
- Tour de Flandes: Fred De Bruyne (1957), Germain Derycke (1958)
- Giro de Lombardía: Nino Defilippis (1958)
- Giro del Piamonte: Nino Defilippis (1958)
- Giro del Ticino: Jan Adriaensens (1958), Italo Zilioli (1965)
- Giro del Lacio: Nino Defilippis (1958, 1962)
- Campeonato de Zúrich: Giuseppe Cainero (1958), Angelo Conterno (1959), Franco Balmamion (1963), Italo Zilioli (1966)
- Lieja-Bastogne-Lieja: Fred De Bruyne (1958)
- París-Niza: Fred De Bruyne (1958)
- Premio Nacional de Clausura: Joseph Planckaert (1959)
- Campeonato de Flandes: Gilbert Desmet (1960)
- Giro de la Toscana: Nino Defilippis (1960), Giorgio Zancanaro (1964)
- Giro de Emilia: Diego Ronchini (1961), Italo Zilioli (1963)
- Giro del Veneto: Nino Defilippis (1961), Italo Zilioli (1963, 1964)
- Giro de los Apeninos: Franco Balmamion (1962), Italo Zilioli (1963)
- Coppa Bernocchi: Raffaele Marcoli (1966)

### A las grandes vueltas
- Giro de Italia
  - 11 participaciones (1956, 1957, 1958, 1959, 1960, 1961, 1962, 1963, 1964, 1965, 1966)
  - 22 victorias de etapa:
    - 1 el 1956: Pietro Nascimbene
    - 2 el 1958: Nino Defilippis (2)
    - 2 el 1959: Gastone Nencini, Nino Defilippis
    - 2 el 1960: Gastone Nencini (2)
    - 1 el 1961: Nino Defilippis
    - 2 el 1962: Antonio Bailetti, Giuseppe Sartore
    - 5 el 1963: Vendramino Bariviera (3), Nino Defilippis, Antonio Bailetti
    - 2 el 1964: Vendramino Bariviera, Giorgio Zancanaro
    - 2 el 1965: Luciano Galbo, Italo Zilioli
    - 3 el 1966: Vendramino Bariviera (2), Raffaele Marcoli

  - 2 clasificación finales:
    - Franco Balmamion (1962, 1963)

  - 2 clasificaciones secundarias:
    - Clasificación por equipos: (1958, 1963)

- Tour de Francia
  - 2 participaciones (1962, 1963)
  - 2 victorias de etapa:
    - 1 el 1962: Antonio Bailetti
    - 1 el 1963: Antonio Bailetti

  - 0 clasificaciones secundarias:

- Vuelta a España
  - 0 participaciones